# Jamバンド
jamバンド（ジャムバンド、jam BAND）は、DAW（音楽作成ソフト）「Music Maker」等の、日本ローカライズ版限定の特別パッケージ、および、そのイメージキャラクターである。
音楽ソフトとしてのjamバンドの詳細については Music Maker を参照。

## キャラクター
jamバンドは、Music Maker をVOCALOIDのバックトラック作成に使うことを想定し、初音ミクのバックバンドをイメージしたキャラクターである。「jamバンド」は彼女たちのバンド名である。
2007年12月21日にMusicMakerシリーズのキャラクターとして弦巻マキ、天音カナ、鼓リズムの3人組でデビュー。
2009年3月19日に鼓リズムの妹として鼓カノンが新メンバーとして加わり4人組になる。
2010年5月21日に鼓リズムが開発したロボタが加わり4人＋1機となった。
2013年12月19日に新入部員の御手師マリーが新メンバーとして加わり5人+1機になった。
月刊ゲームラボ（三才ブックス）にて、『どきどきjamバンド通信』が櫻井靖之（原案）により2009年5月号から2011年11月号にかけて連載される。2011年12月号から2012年5月号にかけて櫻井靖之（原作）と梅谷阿太郎（漫画）による4コマ漫画が連載された。
メンバーは次のとおりで、詳細は別記。
| 名前         | 読み           | 担当楽器 | 誕生日   | 血液型 | 声優                  | 背景色   | 髪の色 | 瞳の色 |
| ------------ | -------------- | -------- | -------- | ------ | --------------------- | -------- | ------ | ------ |
| 弦巻マキ     | ツルマキ マキ  | Guitar   | 09月15日 | A型    | 民安ともえ→田中真奈美 | 赤       | 金髪   | 緑     |
| 天音カナ     | アマネ カナ    | Bass     | 11月30日 | B型    | 加乃みるく            | 水色     | 水色   | 水色   |
| 鼓リズム     | ツツミ リズム  | Drum     | 07月11日 | AB型   | 梨本悠里              | ピンク   | ピンク | ピンク |
| 鼓カノン     | ツツミ カノン  | Keyboard | 11月07日 | AB型   | ヒマリ                | オレンジ | ピンク | ピンク |
| 御手師マリー | ミタラシマリー | Guitar   | 12月25日 | A型    | 伊藤ゆいな            | 紫       | 紫     | 紫     |

イラストレーターは梅谷阿太郎。スリーヴレスの上着に末広がりのアームカバー、ヘッドセット、楽器ストラップ風のバンド（カナのみ）などのデザインが使われている。初音ミクを強く意識した製品ではあるが、いわゆる「ボカロ亜種」ではない。
弦巻マキ
2007年12月21日にMusicMakerシリーズのキャラクターとしてデビュー。2010年11月12日にはAHSにより販売された音声合成ソフトである「VOICEROID+ 民安ともえ」のパッケージキャラクターに選ばれている。2021年6月18日には、CeVIO AIによるトーク用ライブラリ『CeVIO AI 弦巻マキ トークボイス』（日本語/英語）と、Synthesizer Vによるソング用ライブラリ『Synthesizer V 弦巻マキ AI コンプリート』が発売。CeVIO AIとSynthesizer V以降は声優が民安ともえから田中真奈美に変更された。2024年にVOICEPEAK版およびVoiSona Talk版（日本語/英語）が発売された。
御手師マリー
2021年9月29日にぴた声による音声素材集が発売されている。

## パッケージ

### Music Maker
Music Maker は、MAGIX製造・AH-Software (AHS) 輸入販売のDAWである。日本版は2007年12月21日、Music Maker Producer Edition（以下「バージョン1」）が発売され、2009年3月19日には Music Maker 2 Producer Edition にバージョンアップした。なお、日本では Producer Edition（以下「通常版」）のみがラインナップされている。
数量限定の「特別限定版」として、「Music Maker Producer Edition jamバンド」と「Music Maker 2 Producer Edition jamバンド」が、それぞれ通常版と同日発売された。
これらは、パッケージデザインが大幅に異なり、萌え系のオリジナルキャラクターの「jamバンド」がデザインされていて（通常版は音符を中心に据えたシンプルなデザイン）、タイトルロゴも、「jamバンド」が「Music Maker ～」より大きくなっている。中には、オリジナルキャラクターグッズ等が同梱されており、また、通常版のパッケージも箱ごと入っている。
ソフトウェア本体は、インターフェースが「jamバンド仕様」になっているほかは同じで、音楽ソフトとしての機能に違いはない。

### Sound PooL
Sound PooL は MAGIX製造・AHS輸入販売の著作権フリーオーディオ素材集である。Music Maker 用の追加データとして最適化されているが、Music Maker 以外でも使用は可能である。日本版は2008年5月16日にVol.1と2が同時発売され、現在 Vol.8 まで販売されている。
Sound PooL に対しては、「jamバンドパック」が発売されている。「jamバンドパック」は Sound PooL 2巻ずつとオリジナルキャラクターグッズが同梱されており、2巻セットであること以外は音楽ソフトとしては同じである。現在までに、I (Vol.1&2)、1.5 (Vol.3&4)、II (Vol.5&6)、III (Vol.7&8) が通常版と同時発売された。
Music Maker の「jamバンド」と違い、数量限定とはされていないが、「I」は入手困難になっており、通常版のように継続的に販売されるかどうかは不明である。

### その他
jamバンド単体の商品として、WindowBlinds用スキン「jamバンド Window Blinds スキン」が販売されている。